# یک مرد خوب
یک مرد خوب (به انگلیسی: A Good Man) یک فیلم آمریکایی در ژانر اکشن و جنایی محصول سال ۲۰۱۴ به کارگردانی کئونی واکسمن با بازی استیون سایگال، ویکتور وبستر، تزی ما می‌باشد. این فیلم مقدمه‌ای بر فیلم نیروی اعدام (۲۰۱۳) و پنجمین همکاری بین استیون سیگال و این کارگردان کئونی وکسمن محسوب می‌شود.  قسمت بعدی این فیلم آمرزش (فیلم ۲۰۱۵) نام دارد.

## بازیگران
- استیون سیگال در نقش جان اسکندر
- ویکتور وبستر در نقش ساشا
- تزی ما در نقش آقای چن
- یولیا ورده
- کلاودیو بلئونتس
- بوگدان فارکاس بپ
- دیو مینارد
- صوفیا نیکولایسکو
- آنا آدلایدا
- اویدویو نیکولسکو
- الیاس فارکین
- رادو بانزاری
- ماسیمو دوبروویچ
- آلینا یونسکو
- ایوان مولداویو